# Mount Finch, Antarktis
Mount Finch är ett berg i Antarktis. Det ligger i Östantarktis. Nya Zeeland gör anspråk på området. Toppen på Mount Finch är 2 100 meter över havet, eller 203 meter över den omgivande terrängen. Bredden vid basen är 1,2 km.
Terrängen runt Mount Finch är varierad. Trakten är obefolkad. Det finns inga samhällen i närheten.